# Heeresgruppe Don
Die Heeresgruppe Don war ein Großverband der deutschen Wehrmacht während des Zweiten Weltkrieges. Sie war Oberkommando jeweils wechselnder Armeen sowie zahlreicher Spezialtruppen an der Ostfront. Oberbefehlshaber war Generalfeldmarschall Erich von Manstein.

## Geschichte
Die Heeresgruppe Don wurde am 21. November 1942 nach der Einkesselung deutscher Truppen durch die Rote Armee  während der Schlacht von Stalingrad gebildet. Sie umfasste die in Stalingrad eingeschlossene 6. Armee, die 4. Panzerarmee (einschließlich der ihr unterstellten rumänischen 4. Armee) im Raum Kotelnikowo, die aus dem XVII. Armeekorps gebildete Armeegruppe Hollidt sowie um die rumänische 3. Armee. Das Heeresgruppenkommando wurde aus dem Armeeoberkommando 11 unter Generalfeldmarschall Erich von Manstein gebildet. Die Aufgabe der Heeresgruppe war es, die sowjetische Offensive (Operation Uranus) zum Stehen zu bringen und die zuvor gehaltenen Stellungen wiederzugewinnen.
Die Heeresgruppe versuchte zunächst, die 6. Armee durch einen Entsatzangriff der 4. Panzerarmee aus dem Raum Kotelnikowo auf den Belagerungsring zu entsetzen (Unternehmen Wintergewitter). Nachdem allerdings der 6. Armee durch Adolf Hitler der Ausbruch aus Stalingrad untersagt worden war und der gesamte Südflügel der Ostfront nach dem nächsten großen Frontdurchbruch der Roten Armee bei der italienischen 8. Armee insgesamt ins Wanken geraten war, musste Manstein den Entsatzversuch an Weihnachten 1942 abbrechen. Ende Januar/Anfang Februar kapitulierten dann die Reste der 6. Armee.
Die aus dem Kaukasus zurückgezogene 1. Panzerarmee wurde im Januar 1943 der Heeresgruppe Don unterstellt und in die Ostukraine verlegt. Gemeinsam mit der 4. Panzerarmee und den Armeeabteilungen Hollidt und Lanz, später Kempf gelang es, die Front im Februar weitgehend zu stabilisieren.
Am 12. Februar 1943 wurde die Heeresgruppe Don mit der aufgelösten Heeresgruppe B zusammengelegt und in Heeresgruppe Süd umbenannt.

## Oberbefehlshaber
| Datum                                  | Oberbefehlshaber                        |
| -------------------------------------- | --------------------------------------- |
| 21. November 1942 bis 12. Februar 1943 | Generalfeldmarschall Erich von Manstein |

## Unterstellte Großverbände
| Datum               | Unterstellte Einheiten                                                                |
| ------------------- | ------------------------------------------------------------------------------------- |
| Dezember 1942       | Armeeabteilung Hollidt, rumänische 3. Armee, 6. Armee, 4. Panzerarmee                 |
| Januar 1943         | Armeeabteilung Hollidt, rumänische 3. Armee, 6. Armee, 4. Panzerarmee, 1. Panzerarmee |
| 3.–12. Februar 1943 | Armeeabteilung Hollidt, rumänische 3. Armee, 1. Panzerarmee, 4. Panzerarmee           |